# هونگ هویفانگ
هونگ هویفانگ (انگلیسی: Hong Huifang؛ زادهٔ ۷ ژانویه ۱۹۶۱) بازیگر اهل سنگاپور است. وی از سال ۱۹۸۲ میلادی تاکنون مشغول فعالیت بوده‌است.

## زندگی شخصی
هونگ هویفانگ با آرتیست ژنگ گِه‌پینگ ازدواج کرده‌است. این زوج یک دختر به نام تی وینگ و یک پسر به نام کالورت تی دارند.